# Odynerus monstruosus
Odynerus monstruosus är en stekelart som beskrevs av Giordani Soika. Odynerus monstruosus ingår i släktet lergetingar, och familjen Eumenidae. Inga underarter finns listade i Catalogue of Life.